# Chengguan (Lanzhou)

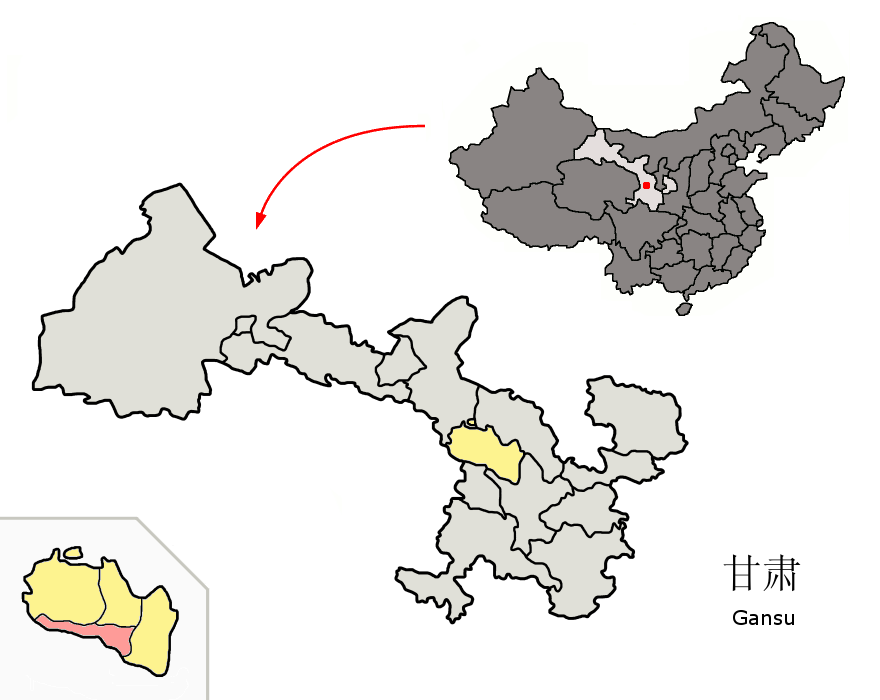
Lage des Gebietes der fünf Stadtbezirke (rosa) von Lanzhou (gelb) in Gansu

Der Stadtbezirk Chengguan (城关区,  Chéngguān Qū) gehört zum Verwaltungsgebiet der bezirksfreien Stadt Lanzhou, der Hauptstadt der chinesischen Provinz Gansu. Chengguan hat eine Fläche von 222 km² und zählt 1.319.100 Einwohner (Stand: Ende 2018). Der Stadtbezirk ist Stadtzentrum und Sitz der Stadtregierung.